# Мангаспорт
Спортивна асоціація МангаСпорт (футбол) або просто Мангаспорт (фр. Association sportive MangaSport football) — професіональний габонський футбольний клуб з міста Моанда.

## Історія
Заснований в 1962 році в місті Моанда, володар 7-ми титулів переможця національного чемпіонату, 6-ти національних кубків та 3-ох суперкубків.
На міжнародному рівні 11 разів брав участь в континентальних турнірах, серед цих виступів найуспішнішим став 2002 рік, коли команда вийшла до другого раунду Кубку володарів кубків КАФ.

## Досягнення
- Національний чемпіонат Габону
  -  Чемпіон (10): 1995, 2000, 2004, 2005, 2006, 2008, 2014, 2015, 2018, 2024/25

- Кубок Габону
  -  Володар (6): 1964, 1994, 2001, 2005, 2007, 2011
  -  Фіналіст (2): 2004, 2008

- Суперкубок Габону
  -  Володар (4): 1994, 2001, 2006, 2008
  -  Фіналіст (2): 1995, 2007

## Статистика виступів на континентальних турнірах

### Ліга чемпіонів КАФ
| Сезон | Раунд      | Клуб               | Вдома | На виїзді | Загалом |
| ----- | ---------- | ------------------ | ----- | --------- | ------- |
| 2001  | Попередній | УСФА               | 0-1   | 0-3       | 0-4     |
| 2005  | Попередній | Саграда Есперанса  | 1-2   | 0-0       | 1-2     |
| 2006  | Попередній | Еньїмба            | 1-0   | 0-2       | 1-2     |
| 2007  | Попередній | Примейру де Агошту | 1-1   | 1-0       | 2-1     |
| 2007  | 1          | Кабілія            | 3-1   | 0-3       | 3-4     |
| 2009  | Попередній | Дк Мотема Пемба    | 1-0   | 2-1       | 3-1     |
| 2009  | 1          | Котонспорт         | 2-3   | 1-2       | 3-5     |
| 2015  | Попередній | Банту              | 1-0   | 0-0       | 1-0     |
| 2015  | 1          | Стад Мальєн        | 1-3   | 1-2       | 2-5     |
| 2016  | Попередній | Етуаль дю Конго    | 0-0   | 0-3       | 0-3     |

### Кубок африканських чемпіонів
| Сезон | Раунд | Клуб         | Вдома | На виїзді | Загалом |
| ----- | ----- | ------------ | ----- | --------- | ------- |
| 1996  | 1     | Шутінг Старз | 2-1   | 0-4       | 2-5     |

### Кубок конфедерації КАФ
| Сезон | Раунд      | Клуб           | Вдома | На виїзді | Загалом |
| ----- | ---------- | -------------- | ----- | --------- | ------- |
| 2008  | Попередній | АС-ФНІС        | 3-0   | 2-0       | 5-0     |
| 2008  | 1          | Петру Атлетіку | 1-0   | 2-1       | 3-1     |
| 2008  | 2          | Джоліба        | 1-2   | 1-3       | 2-5     |
| 2012  | Попередній | Сент-Джордж    | 0-1   | 0-4       | 0-5     |

### Кубок КАФ
| Сезон | Раунд | Клуб          | Вдома | На виїзді | Загалом |
| ----- | ----- | ------------- | ----- | --------- | ------- |
| 1997  | 1     | Асанте Котоко | 2-1   | 0-2       | 2-3     |

## Відомі гравці
До списку потрапили гравці, які мають досвід виступів у футболці національної збірної
| - Ернест Акуассага - Жерво Батота - Тангю Барро | - Ален Джиссікадьє - Рожю Меє - Сатурнен Окого - Назайре Онцігуї | - Дідьє Овоно - Дельфен Тшибанда - Анесет Яла - Ерік Мулунге - Казимир Нінга |